# Пјеве Сан Паоло (Маса-Карара)
Пјеве Сан Паоло је насеље у Италији у округу Маса-Карара, региону Тоскана.
Према процени из 2011. у насељу је живело 17 становника. Насеље се налази на надморској висини од 646 м.